# Сумрак (роман)
Сумрак (енгл. Twilight) је роман о љубави између вампира и смртне девојке који је написала америчка књижевница Стефени Мајер. То је прва књига серијала Сумрак. У њему упознајемо седамнаестогодишњу Изабелу Свон, која се сели из Феникса (Аризона) у Форкс (Вашингтон) и сазнаје да је њен живот у опасности када се заљуби у вампира Едварда Калена.

## Корице (насловна страница)
Стефени Мајер је напоменула да јабука предствља забрањено воће из Књиге постања. Она такође представља Белину спознају добра и зла.

## Филм
Филм је снимљен у продукцији Самит. Филм је своју премијеру у Србији доживео 14. јануара 2008, у Дому Синдиката.

## Серијали Стефени Мајер
- 2005: Сумрак
- 2006: Млади месец
- 2007: Помрачење
- 2008: Праскозорје